# Symfonický orchestr Českého rozhlasu
Symfonický orchestr Českého rozhlasu (zkráceně SOČR), dříve Symfonický orchestr Československého rozhlasu a Orchestr Radiojournalu, je symfonické hudební těleso, součást Českého rozhlasu se sídlem v Praze. Byl založen roku 1926. Patří mezi nejvýznamnější české orchestry současnosti.

## Historie
Dne 18. května 1923 začalo v Československu pravidelné rozhlasové vysílání, které zajišťovala společnost Radiojournal. Hudba byla od samého počátku neodmyslitelnou součástí vysílání. A tak v roce 1925 zaměstnal rozhlas své první kmenové hudebníky a k tomuto základnímu sextetu byli zváni hosté, většinou členové České filharmonie.  Z konkurzu vzešel první rozhlasový dirigent Jožka Charvát, který s nově vzniklým „orchestrem" uskutečnil v roce 1925 tři vystoupení a na jaře roku 1926 zavedl pravidelné rozhlasové koncerty ve vinohradském Radiopaláci. Brzy se ukázalo, že hudby a hudebníků bude v rozhlase zapotřebí v daleko vyšší míře, a tak byly v červenci vypsány konkurzy do tělesa, které už skutečně můžeme nazvat rozhlasovým orchestrem.
Rozhlasový orchestr zahájil svou činnost 1. října a hned následujícího dne uspořádal svůj první koncert, opět pod taktovkou Jožky Charváta. Návštěvníci vyslechli Fibichovu 2. symfonii, obě Beethovenovy houslové Romance (sóla přednesl první koncertní mistr František Daniel), výběr z Dvořákových Legend a předehru ke Smetanově Prodané nevěstě.  Stávající ansámbl se prakticky nelišil od dosavadního provizoria. Došlo pouze k organizační změně. Původní sextet byl oficiálně zrušen a rozšířením o další hráče se z něho stal orchestr. Měl pouhých dvacet členů. Nadále tedy musel být rozšiřován o hostující členy České filharmonie.  
Orchestr Radiojournalu vysílal z Radiopaláce, později z Národního domu na Vinohradech a od roku 1935 také z dnešní budovy Vinohradská 12. Co do repertoáru se soustředil především na lehčí a populárnější hudbu. Počet jeho členů se od roku 1927 postupně zvyšoval. V roce 1931 už měl 45 hudebníků a o pět let později dokonce 70. Dlouholetým dirigentem orchestru (1927–1945) byl Otakar Pařík. K významnému uměleckému posunu došlo v roce 1929, kdy do rozhlasu přišel Otakar Jeremiáš. Z Orchestru Radiojournalu vybudoval těleso schopné plnit mnohem náročnější úkoly než doposud.  
Rozhlas se postupně stával centrem progresivního hudebního života, což bylo patrné nejen z ohlasů domácích, ale i zahraničních. Docházelo k významným dramaturgickým počinům, mimo jiné nastudování oper Musorgského Borise Godunova, Milhaudova Kryštofa Kolumba, Zelenkovy alegorické hry Sub olea pacis et palma virtutis. Svá díla komponovali pro rozhlas Bohuslav Martinů (původní „rozhlasové“ opery Veselohra na mostě, Hlas lesa), Rudolf Kubín, František Bartoš a další soudobí autoři. Orchestr dirigovaly při nejrůznějších příležitostech významné osobnosti – Sergej Prokofjev, Ottorino Respighi, Nikolaj Malko, George Szell a další. Orchestr měl mezi hudebníky ostatních těles, včetně České filharmonie a nově vzniklého Orchestru F.O.K., významné postavení a vysoký profesní kredit. Účinkovat na jeho koncertech a vysílacích frekvencích bylo prestižní záležitostí.
Německá okupace vnesla do rozhlasu i života rozhlasových symfoniků mnohé výrazné změny, které se netýkaly výhradně politického života, byť s ním pochopitelně souvisely. Už na začátku okupace přišla do rozhlasu řada hudebníků, kteří museli opustit rozhlasové orchestry v Bratislavě, Ostravě a Košicích.  Vedle dosavadního Symfonického orchestru pražského rozhlasu tak vzniklo druhé menší rozhlasové těleso. Převzalo nahrávací úkoly ze sféry tehdejší populární hudby, včetně operní a operetní produkce. Jeho dirigenty byli František Dyk a Vlastislav Antonín Vipler. V čele „velkých“ rozhlasových symfoniků stál až do konce okupace Otakar Jeremiáš. Šéfem hudebního vysílání a rovněž dirigentem byl Karel Boleslav Jirák.
V roce 1947 byl jako šéfdirigent Symfonického orchestru pražského rozhlasu jmenován Karel Ančerl, dosud dirigent Opery 5. května, dnešní Státní opery. V té době se už v rozhlase běžně natáčelo na magnetofonový pás a Ančerl s orchestrem pořídil za tři léta svého rozhlasového působení mnohé umělecky zdařilé, koncepčně i technicky progresivní snímky, mj. Prodané nevěsty, Braniborů v Čechách nebo Borise Godunova. V roce 1950 se stal šéfem České filharmonie.
Zkraje 50. let započala více než dvacetiletá éra Aloise Klímy. Pro umělecký vývoj orchestru měla zásadní význam hned z několika důvodů. Klíma byl především vynikající a všestranný umělec, který dovedl rozhlasové symfoniky mezi špičková tělesa, schopná plnit nejnáročnější úkoly. Velký podíl na umělecké úrovni měli i další kmenoví dirigenti, Václav Jiráček, Jiří Stárek a Josef Hrnčíř, který stál zároveň v čele Pražského rozhlasového orchestru a v šéfovských mezidobích býval pověřen i vedením SOČRu. Jako hudební poradce rozhlasových těles se v rozhlase krátce objevil i Václav Talich. Orchestr začal cestovat do zahraničí (poprvé v roce 1961 do tehdejšího Západního Německa), zavedl abonentní koncerty, pravidelně vystupoval na Pražském jaru (v roce 1967 ho pod Klímovou taktovkou zahajoval), pořídil stovky nahrávek, mezi nimiž významně figurovaly i novinky soudobé hudby.
Na koncertech SOČR vystupoval s předními dirigenty světovými, například s Franzem Konwitschnym, Antoniem Pedrottim, Charlesem Munchem, Charlesem Mackerrasem, i domácími Karlem Ančerlem, Václavem Smetáčkem, Václavem Neumannem, Zdeňkem Košlerem. Velmi dynamický byl také vnitřní život tělesa se všemi jeho radostmi i problémy. Už v roce 1952 se z obou rozhlasových orchestrů vyčlenili hráči, kteří vytvořili základ Pražského komorního orchestru. Tento ansámbl si vydobyl významné světové renomé, jeho členové už nemohli souběžně plnit rozhlasové povinnosti a museli se rozloučit.
Zmíněný deficit vyústil v roce 1964 ve zrušení Pražského rozhlasového orchestru, respektive v jeho sloučení s velkým tělesem, jež se stalo oficiálně Symfonickým orchestrem Československého rozhlasu v Praze. Tohoto názvu se však užívalo už dříve, pravděpodobně od roku 1956, kdy byl Symfonický orchestr brněnského rozhlasu přeměněn na Státní filharmonii Brno, a také kvůli existenci Symfonického orchestru Československého rozhlasu v Bratislavě.
Další významnou, byť pouze šestiletou érou SOČRu, bylo od roku 1975 šéfovské období Jaroslava Krombholce, do té doby považovaného za jednoho z nejlepších českých operních dirigentů. Jeho rozhlasový přínos dosud nebyl plně doceněn. Vždyť Krombholcovy nahrávky klasiků české národní hudby, ale i další počiny, třeba komplet Debussyho Pelléa a Mélisandy, jsou unikáty rozhlasového archivu. Výtečné snímky zvláště operní hudby, ale i četných orchestrálních titulů zanechal ve studiu také František Vajnar, který byl šéfem SOČRu v letech 1982–85. Zcela nová éra rozhlasových symfoniků nastala v roce 1985 s příchodem jednoho z nejvýznamnějších současných českých dirigentů Vladimíra Válka, který v čele SOČRu působil rekordních 26 let a do povědomí hráčů i odborné veřejnosti se vepsal svým energickým přístupem, rozhodností i vysokými profesními dispozicemi a výkony. Těleso generačně omladil, čímž pozitivně ovlivnil orchestrální zvuk. Zásadně pozměnil umělecké i pracovně organizační nasazení hudebníků, celkově pozvedl interpretační styl. SOČR výrazně rozšířil své koncertní působení na veřejnosti, rozhlasovou fonotéku obohatil stovkami nových nahrávek, a to jak symfonických kompletů (Smetana, Dvořák, Martinů, Čajkovskij, Schulhoff), tak i individuálních skladeb nejrůznějšího žánrového zaměření. Umělecká prestiž rozhlasových symfoniků rostla s významnými úkoly, které jim byly svěřovány domácími i zahraničními pořadateli. Do období Válkova působení spadají i první mimoevropské zájezdy (Japonsko, USA, Jižní Korea, Čína).
Na úspěšnou éru Vladimíra Válka navázal další špičkový umělec Ondrej Lenárd. Do rozhlasu přišel v roce 2011 jako zkušený mistr taktovky a svými koncerty a nahrávkami opakovaně potvrzuje, že Symfonický orchestr Českého rozhlasu je schopen prezentovat s vysokým mistrovstvím, hráčskou dokonalostí a značným emotivním vkladem i ty nejnáročnější partitury, zvláště Gustava Mahlera a Richarda Strausse. Svou jubilejní 90. sezonu oslavil orchestr právě pod jeho uměleckým vedením.

## Současnost
Od sezony 2022/2023 zastává post šéfdirigenta a uměleckého ředitele český dirigent Petr Popelka. Hlavním hostujícím dirigentem je v současnosti Robert Jindra.

## Stálí i hostující dirigenti
čeští dirigenti
- Jožka Charvát – první šéfdirigent
- Karel Ančerl
- Jaroslav Krombholc
- Josef Hrnčíř (od roku 1946)
- František Vajnar
- Vladimír Válek – šéfdirigent v letech 1985–2011
- Ondrej Lenárd – šéfdirigent v letech 2011–2017
- Jan Kučera
- Alexander Liebreich – šéfdirigent v letech 2018–2022
- Petr Popelka - šéfdirigent od roku 2022
- Robert Jindra - hlavní hostující dirigent od roku 2022

hostující dirigenti
- Otakar Jeremiáš
- Václav Talich
- Václav Neumann
- Libor Pešek
- Charles Munch
- Franz Konwitschny
- Hermann Scherchen
- Gennadij Rožděstvenskij
- Charles Mackerras
- Ronald Zollman
- Tomáš Brauner
- Marek Šedivý
- Robert Jindra

skladatelé kteří dirigovali své skladby
- Sergej Prokofjev,
- Aram Chačaturjan
- Ernst Křenek
- Arthur Honegger
- Ottorino Respighi
- Krzysztof Penderecki
- Jan Kučera

## Spolupracující sólisté (výběr)
- Houslisté: Viktor Tretjakov, Václav Hudeček, Josef Suk, Sergey Khachatryan, Leila Josefowicz
- Violoncellisté: Mischa Maisky, Alexandr Rudin, Alban Gerhardt
- Varhaníci: Aleš Bárta, Jaroslav Tůma
- Klavíristé James Tocca, Ivan Moravec, Eugen Indjic, Lukáš Vondráček,
- Pěvci: Simon Estes, Gabriela Beňačková, Adam Plachetka